# Mazhang, Mazhang
Mazhang (kinesiska: 麻章) är en köping i sydöstra Kina. Den ligger i stadsdistriktet Mazhang i staden Zhanjiang i provinsen Guangdong, omkring 370 kilometer sydväst om provinshuvudstaden Guangzhou. Antalet invånare är 107 819. Befolkningen består av 52 668 kvinnor och 55 151 män. Barn under 15 år utgör 16,0 %, vuxna 15-64 år 77 %, och äldre över 65 år 5,0 %.